# Mont Rai
Pour les articles homonymes, voir Rai.
Le mont Rai (雷山, Rai-zan) est une montagne culminant à 955 m d'altitude, située à la limite entre Itoshima dans la préfecture de Fukuoka et Saga dans la préfecture de Saga au Japon.